# Rio Azul
Rio Azul – miasto i gmina w Brazylii, w stanie Parana. Znajduje się w mezoregionie Sudeste Paranaense i mikroregionie Irati.
Około 1908 roku przybyli na te tereny osadnicy narodowości polskiej i ukraińskiej, którzy założyli na terenie powiatu Colônia Rio Azul swoje gospodarstwa.